# Makak królewski
Makak królewski, rezus, makak rezus (Macaca mulatta) – gatunek ssaka naczelnego z podrodziny koczkodanów (Cercopithecinae) w obrębie rodziny koczkodanowatych (Cercopithecidae). Nie jest gatunkiem zagrożonym.

## Zasięg występowania
Makak królewski występuje w południowej i południowo-wschodniej Azji od około 36°N (Afganistan, Pakistan, Indie i Chińska Republika Ludowa) na południe do około 15°N (Indie, Tajlandia, Laos i Wietnam), także w Nepalu, Bhutanie, Bangladeszu, Mjanmie i na wyspie Hajnan. Izolowana populacja w północno-wschodniej Chińskiej Republice Ludowej została wytępiona w 1987 roku.

## Taksonomia
Gatunek po raz pierwszy zgodnie z zasadami nazewnictwa binominalnego opisał w 1780 roku niemiecki zoolog Eberhard August Wilhelm von Zimmermann nadając mu nazwę Cercopithecus mulatta. Miejsce typowe według oryginalnego opisu to „wschodnie Indie” (niem. Ostindien), ograniczone w 1932 roku przez Reginalda Pococka do nepalskiego Teraju. Zimmermann swoją opis oparł na „Tawny Monkey” Thomasa Pennanta z 1771 roku, który obserwował żywego osobnika pochodzącego z menażerii, prawdopodobnie na wystwie w Londynie; nie zachowała się żadna część osobnika obserwowanego przez Pennanta.
M. mulatta należy do grupy gatunkowej fascicularis. Badania oparte na danych molekularnych różnicują trzy populacje; indyjską, chińską i indochińską, przy czym ta ostatnia jest najwyraźniej wynikiem introgresji z M. fascicularis. We wcześniejszych opracowaniach wyróżniano dziesięć podgatunków: mulatta, sanctijohannis, lasiotus, tcheliensis, vestitus, villosus, littoralis, brevicaudatus, siamica i mcmahoni. Rozróżnienie lokalnych i regionalnych populacji, oparte na opisach tradycyjnych cech, takich jak rozmiar całkowity, długość ogona, kolor i długość okrywy włosowej oraz różnorodność molekularna, jest uważane przez niektóre autorytety za niewystarczające do formalnego uznania podgatunków.
Autorzy Illustrated Checklist of the Mammals of the World uznają ten takson za gatunek monotypowy.

### Etymologia
- Macaca: port. macaca, rodzaj żeński od macaco „małpa”; Palmer sugeruje że nazwa ta pochodzi od słowa Macaquo oznaczającego w Kongo makaka i zaadoptowaną przez Buffona w 1766 roku[44].

## Morfologia
Długość ciała (bez ogona) samic 37–58 cm, samców 41–66 cm, długość ogona samic 12,5–28 cm, samców 12,5–31 cm; masa ciała samic 3–10 kg, samców 4–14,1 kg. Dymorfizm płciowy przejawia się w rozmiarach ciała, samice są znacznie mniejsze.

## Ekologia
Makaki królewskie są zwierzętami socjalnymi, ale nie wykazują terytorializmu, ich stada mogą liczyć do dwustu osobników, jednak na ogół są mniejsze. Stadu przewodzą samice. Makaki królewskie są małpami bardzo głośnymi. Potrafią pływać i lubią przebywać w wodzie. W miocie rodzi się najczęściej jedno małpię o masie urodzeniowej 400–500 g. Młode pozostaje przy matce do czasu osiągnięcia samodzielności.

## Znaczenie

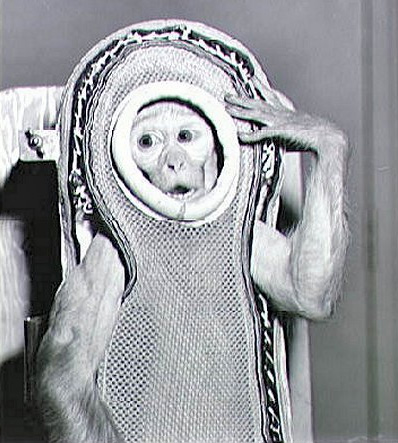
Rezus o imieniu Sam przed udanym lotem w kosmos w 1959 roku

Ze względu na genetyczne i fizjologiczne podobieństwo do człowieka makak królewski jest wykorzystywany w badaniach z zakresu biologii, medycyny i psychologii jako zwierzę doświadczalne, między innymi w neurobiologii i badaniach nad infekcjami wirusowymi (np. HIV). U makaków królewskich po raz pierwszy wykryto istnienie białka Rh. W 2000 przeprowadzono udane całkowite klonowanie przedstawiciela naczelnych – była to właśnie samiczka rezusa nazwana Tetra. Tetra była pierwszym klonem naczelnych, identycznym z organizmem-matrycą nie tylko pod względem DNA jądrowego, ale także pod względem genów mitochondrialnych. Użyto rozszczepiania zarodków jako techniki klonowania. Jednak już w 1997 sklonowano z powodzeniem dwa rezusy z użyciem metody transferu jąder komórkowych, tej samej, której użyto, klonując owcę Dolly. W 2001 urodził się pierwszy transgeniczny przedstawiciel naczelnych, zwany ANDi – rezus niosący gen GFP pochodzący z meduzy. W 2007 poznano jego genom (jako trzeciego po ludziach i szympansach przedstawiciela naczelnych).
Makak królewski, jako jeden z niewielu gatunków naczelnych, rozpoznaje swoje odbicie w lustrze, co może świadczyć o posiadaniu przez nie samoświadomości.
Makaki królewskie były pierwszymi małpami wykorzystywanymi do badania możliwości przeżycia w czasie lotu kosmicznego. Od 1948 roku w amerykańskich programach kosmicznych zginęło z tego powodu niespełna 20 rezusów. W 1951 pierwszy osobnik (Yorick) powrócił żywy z odbytego lotu rakietą, lecz zmarł wkrótce po lądowaniu. Podróże kosmiczne odbyły jeszcze Able, Sam i Miss Sam.
Gatunek ten jest chętnie hodowany w ogrodach zoologicznych. W niewoli żyje około 25 lat, na wolności zwykle nie więcej niż 15.
W niektórych regionach Indii makaki królewskie są czczone i chronione (więcej informacji: Swayambhunath) Nawiązano do tego w pierwszym odcinku programu popularnonaukowym produkcji BBC Naczelne (oryg. Primates), realizując reportaż o wspomnianej świątyni. Natomiast w innych traktowane są jako szkodniki w sadach i ogrodach.

## Status zagrożenia
W Czerwonej księdze gatunków zagrożonych Międzynarodowej Unii Ochrony Przyrody i Jej Zasobów został zaliczony do kategorii LC (ang. least concern ‘najmniejszej troski’).